# Західний етиленопровід
Західний етиленопровід – інфраструктурний об'єкт іранської нафтохімічної галузі, призначений для подачі сировини від розташованих на узбережжі Перської затоки піролізних виробництв численним споживачам у західних провінціях країни.
Розробка найбільшого в світі газового родовища Південний Парс (в Катарі відоме як Північне) призвела до появи в Ассалує на узбережжі Буширу потужного центру нафтохімічної промисловості. На початку 2010-х тут ввели в експлуатацію першу із двох установок парового крекінгу компанії Kavian Petrochemical (11-й олефіновий комплекс). Особливістю цього проекту було рішення організувати споживання продукованого під час піролізу етилену на численних майданчиках у густозаселених західних регіонах країни, де існувала потреба в нових робочих місцях. Для транспортування зазначеного олефіну призначений трубопровід, кінцевою точкою основної траси якого визначили розташоване аж у Іранському Азербайджані місто Тебриз.
На своєму шляху через бічні відгалуження етиленопровід живить заводи:
- поліетилену та 1-бутену в Хоремабаді (Lorestan Petrochemical);
- поліетилену високої щільності в Іламі (300 тисяч тонн). Це запущене у 2013 році виробництво є лише першим етапом проект компанії Ilam Petrochemical, яка в майбутньому повинна спорудити власну піролізну установку (13-й олефіновий комплекс). Це не лише забезпечить потреби іламського майданчику, але і дозволить подавати у Західний етиленопровід 158 тисяч тонн етилену на рік;
- поліетилену високої щільності у Керманшаху (300 тисяч тонн, введений у дію в 2012-му компанією Kermanshah Polymer);
- поліетилену низької щільності у Сенендеджі (300 тисяч тонн, введений у дію в 2017-му компанією Kordestan Petrochemical);
- поліетилену та 1-бутену в Мехабаді (Mahabad Petrochemical).
Крім того, траса трубопроводу проходить повз інший потужний іранський центр продукування та споживання етилену в Бендер-Імам-Хомейні (піролізні установки NPC та Amir Kabir), у якому наразі планується дефіцит етилену на рівні 330 тисяч тонн, котрий повинен покриватись саме за допомогою Західного етиленопроводу. 
Із запуском Kavian Petrochemical другої установки виникне можливість забезпечити сировиною майданчики в Андімешку (у 2019-му тут почалось будівництво заводу оксиду етилену потужністю 200 тисяч тонн), Хамадані, Міандоабі (станом на кінець 2017-го будівельна готовність заводу поліетилену високої щільності потужністю 140 тисяч тонн досягла 56%) та Тебризі. Ще одним напрямком поставок може стати подача етилену до Гачсарану. В останньому будується 8-й олефіновий комплекс, проте його потужність буде дещо меншою, аніж потреби запланованих чотирьох нафтохімічних майданчиків.
Що стосується виробників етилену, то окрім Kavian Petrochemical та Ilam Petrochemical, ними, за наявності надлишку, можуть виступати розташовані в Ассалує 5-й, 9-й та 10-й олефінові комплекси.
Введення першої ділянки етиленопроводу в експлуатацію припало на 2012 рік, а в 2018-му стартували роботи на завершальному етапі основної траси – від Міандобаду до Тебризу. На виході з Асаалує трубопровід має діаметр 600 мм, у районі Керманшаху та в провінції Курдистан він становить вже 350 мм, а на відтинку Міандоаб-Тебриз лише 250 мм (з урахуванням відгалужень мінімальний діаметр системи дорівнює 200 мм).
Система розраховується на прокачування 3,5 млн тонн етилену на рік, в тому числі 2,5 млн з Ассалує та 1 млн тонн за рахунок бічної підсистеми навколо комплексу у Гачсарані. Загальна її довжина становитиме 2504 км, в тому числі від Ассалує до Мехабаду 1766 км та ще 154 км на північ від Міандоабу (саме тут траса розгалужується на лінії до Мехабаду і Тебризу).